# Асан Мугунхва
«Асан Мугунхва» — бывший южнокорейский футбольный клуб из города Асан. Образован в 1996 году. Домашние матчи проводил на Стадионе имени Ли Сунсина, вмещающем 19 283 зрителя. Выступал в Кей-лиге 2, втором по значимости футбольном турнире Южной Кореи. Являлся командой Национального агентства полиции. Игроками клуба были профессиональные футболисты Южной Кореи, проходившие двухлетнюю военную службу. Расформирован в 2019 году.

## История
«Полис» — футбольный клуб Национального агентства полиции — был образован в 1996 году.
В 2013 году «Полис» присоединился к Кей-лиге Челлендж, при этом не имел приписки к какому-либо городу и проводил все свои матчи в гостях.
В 2014 году клуб обосновался в Ансане и был переименован в «Ансан Полис».
В январе 2016 года название клуба было изменено на «Ансан Мугунхва» в честь растения «мугунхва» (гибискус сирийский), являющегося символом полиции Южной Кореи.
В 2017 году клуб полиции переехал в Асан, где начал выступать под названием «Асан Мугунхва».